# 育屈謝雷菲里清真寺
育屈謝雷菲里清真寺（土耳其語：Üç Şerefeli Camii）是土耳其埃迪尔内的一座15世纪奥斯曼帝国清真寺。

## 历史
育屈謝雷菲里清真寺由穆拉德二世下令，修建于1438-1447年。它位于该市的历史中心，靠近塞利米耶清真寺和旧清真寺。其名称是指有三层阳台的不寻常的叫拜楼（土耳其語：üç şerefeli）。
育屈謝雷菲里清真寺的主穹頂直徑达24米，在修建时是奥斯曼帝国最大的穹顶。清真寺在1732年的大火和1748年的地震中严重受损。

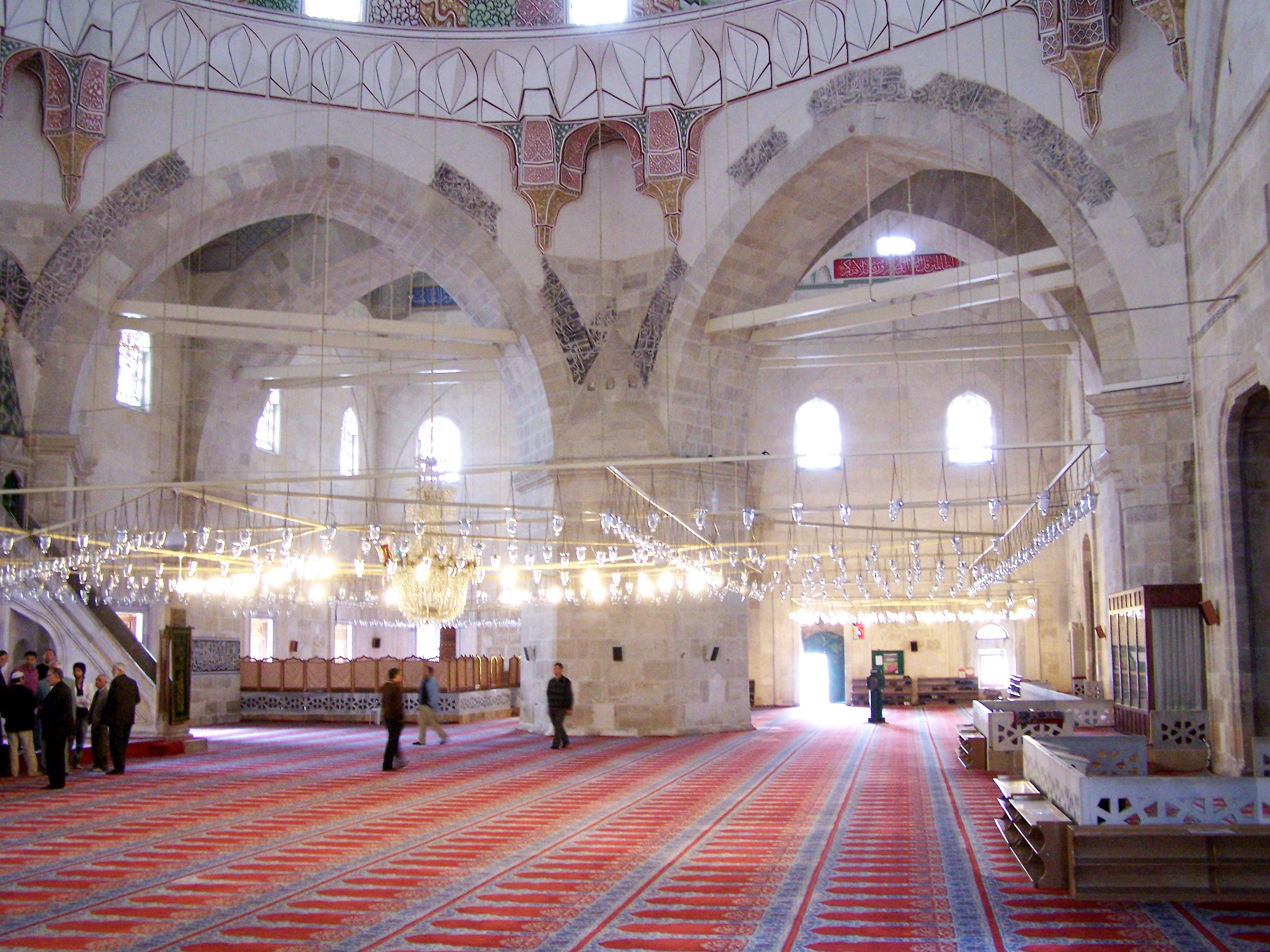
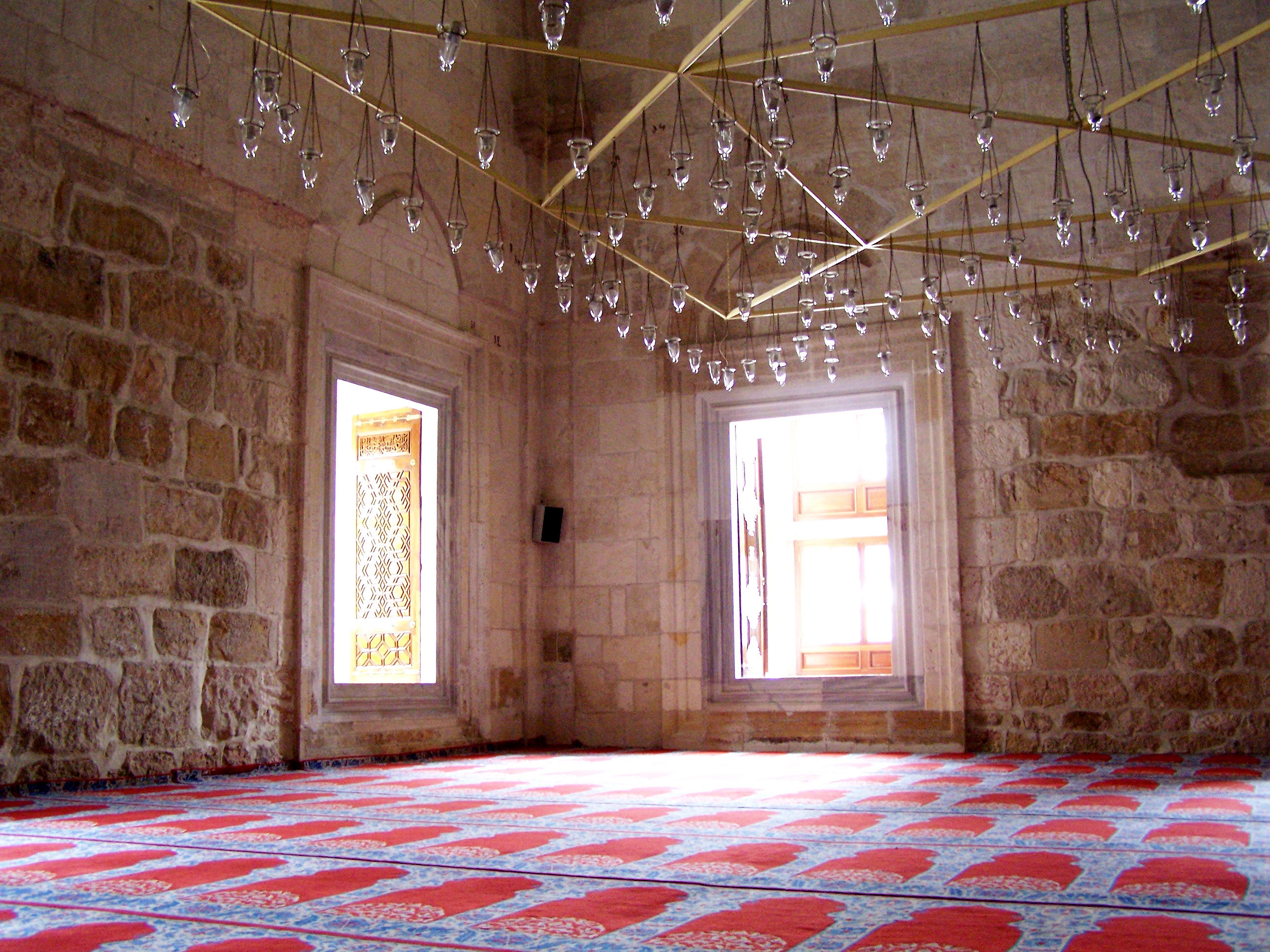
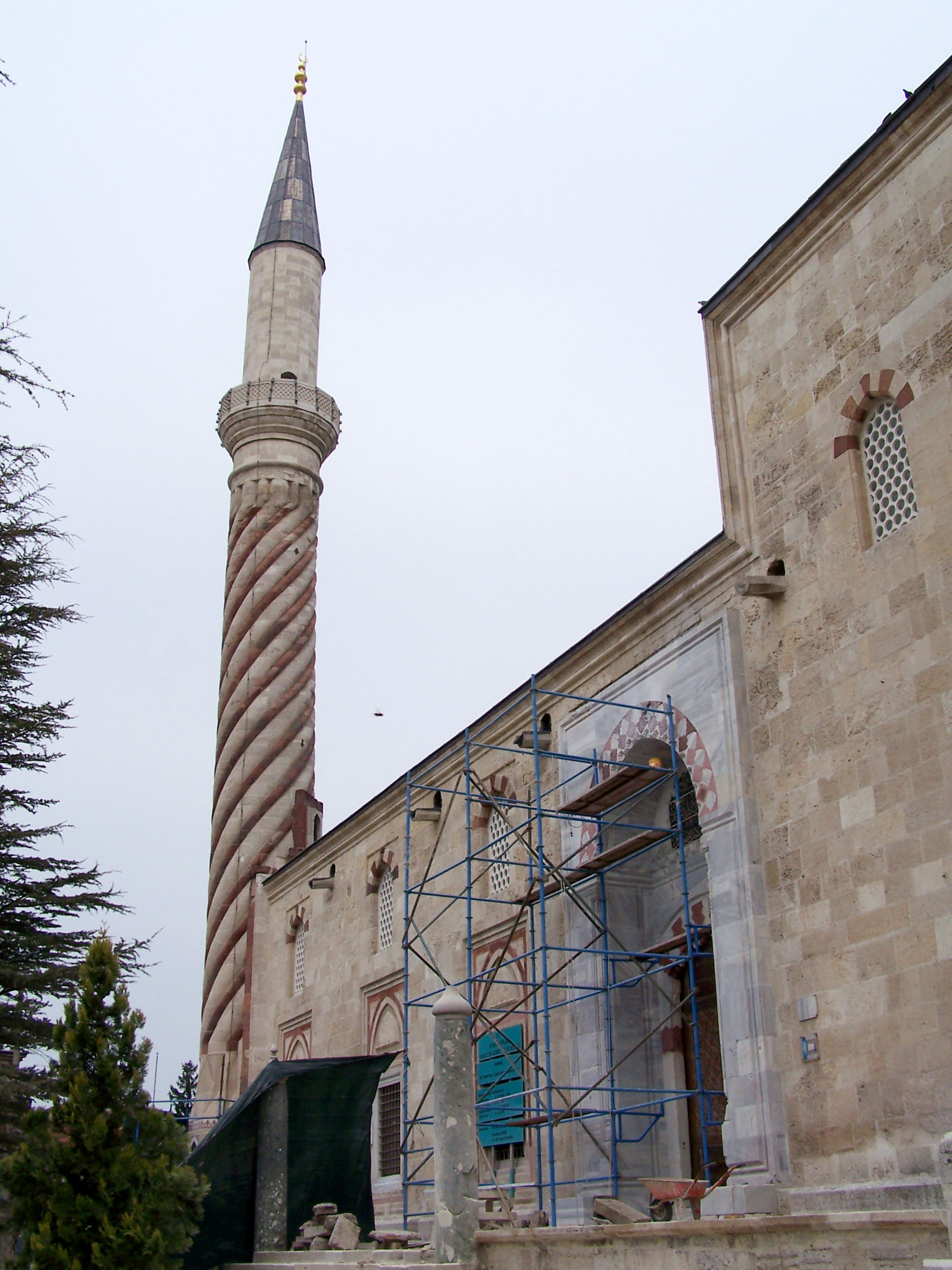
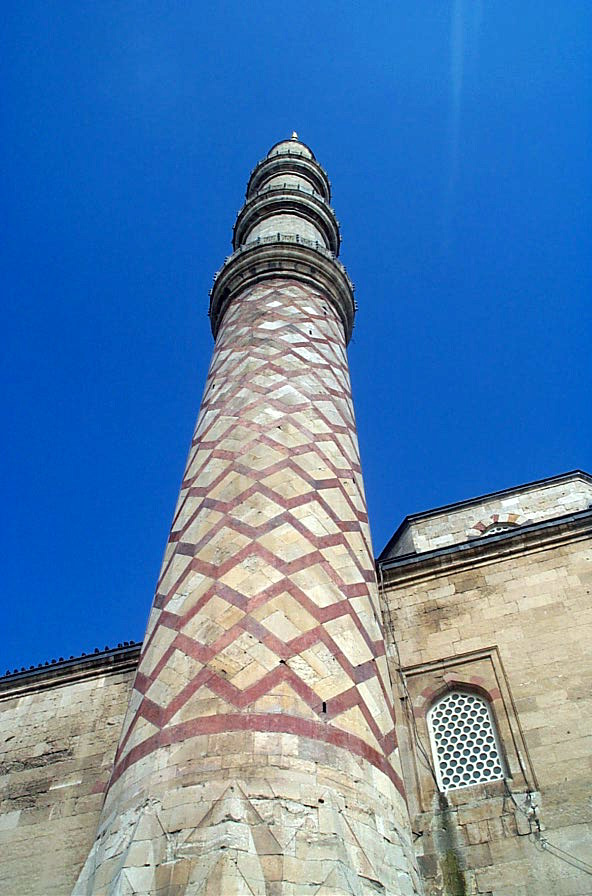
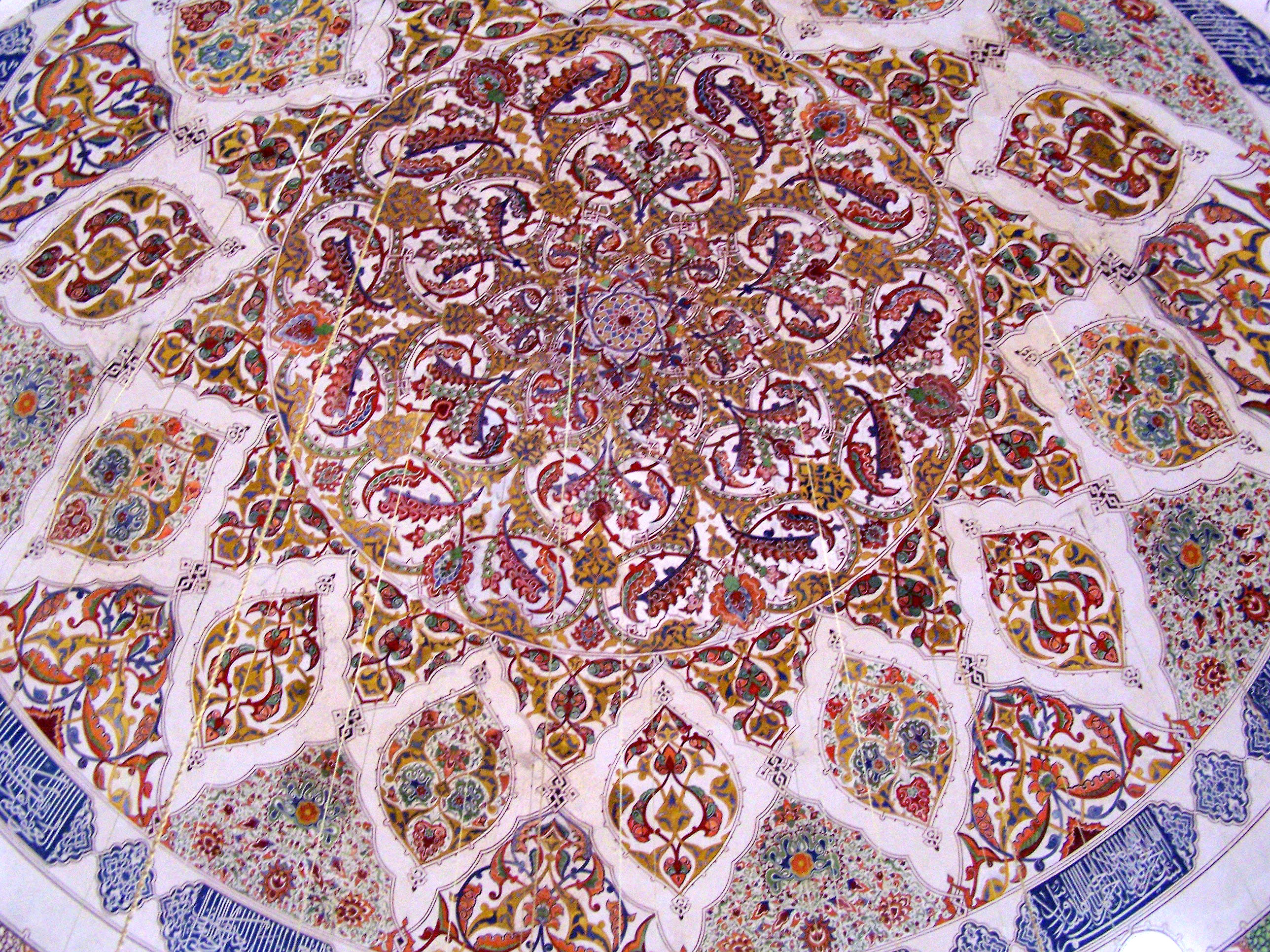
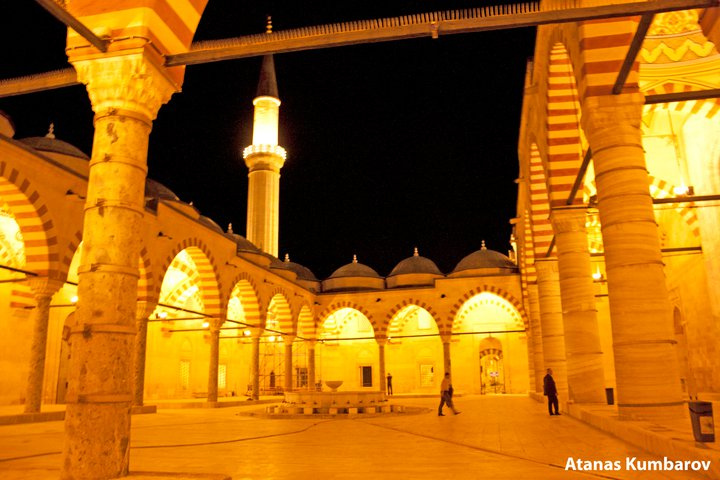
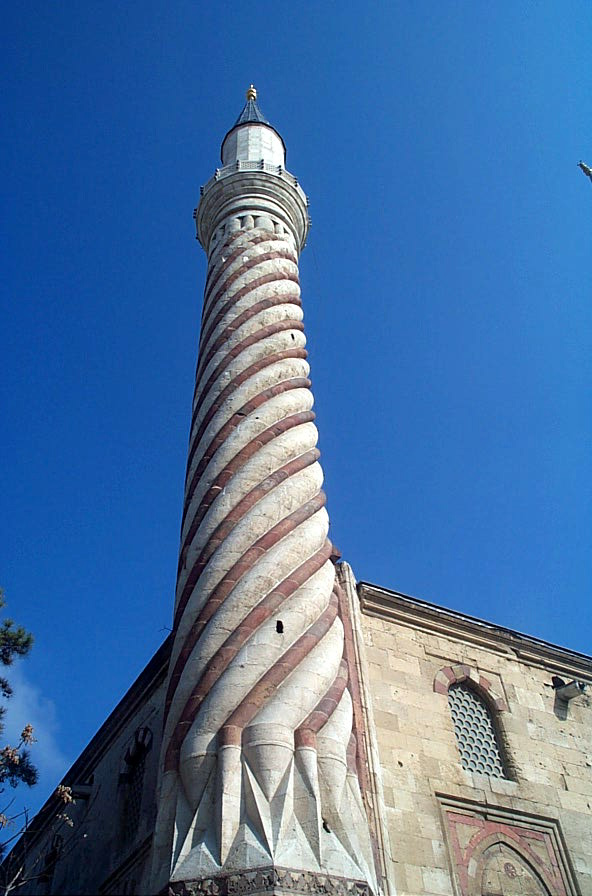